# Lorraine Bracco
Pour les articles homonymes, voir Bracco.
Lorraine Bracco est une actrice et réalisatrice américaine, née le 2 octobre 1954 à New York (États-Unis), connue pour ses rôles de Karen Hill dans Les Affranchis et du Docteur Jennifer Melfi dans la série Les Soprano, tous les deux ayant pour thème la mafia italo-américaine et pour son rôle d'Angela Rizzoli dans la série Rizzoli and Isles.

## Biographie
Lorraine Bracco naît à Bay Ridge, un secteur du quartier de Brooklyn à New York d'un père italo-américain et d'une mère née en Angleterre de parents d'origine française.
En 1974, elle s'installe en France où elle devient mannequin pour Jean-Paul Gaultier. Elle parle couramment français.
En 1990, elle est nommée pour l'Oscar de la meilleure actrice dans un second rôle dans le film Les Affranchis.

### Vie privée
Elle a été mariée à Daniel Guérard (de 1979 à 1982) ; ils ont une fille, Margaux.
Elle a été la compagne d'Harvey Keitel (entre 1982 jusqu'à 1993), avec lequel elle a eu une fille, Stella, née en 1985.
Elle a ensuite épousé Edward James Olmos (28 janvier 1994 - 4 mars 2002).
Ses deux filles, Stella Keitel et Margaux Guerard, ont joué le rôle de sa fille à différents âges dans Les Affranchis.

## Carrière
Elle commence sa carrière en 1979 dans des films français : Duos sur canapé de Marc Camoletti, puis l'année suivante Mais qu'est-ce que j'ai fait au bon Dieu pour avoir une femme qui boit dans les cafés avec les hommes ? de Jan Saint-Hamont, elle apparaît aussi dans un épisode du Commissaire Moulin.
En 1981, elle joue dans le film de Paul Boujenah : Fais gaffe à la gaffe !
En 2010, elle joue dans la série Rizzoli and Isles.

## Filmographie

### Actrice

#### Cinéma
- 1979 : Duos sur canapé de Marc Camoletti : Bubble
- 1980 : Mais qu'est-ce que j'ai fait au bon Dieu pour avoir une femme qui boit dans les cafés avec les hommes ? de Jan Saint-Hamont : Barbara
- 1981 : Fais gaffe à la gaffe ! de Paul Boujenah : Margaux
- 1987 : Le Dragueur (The Pick-up Artist) de James Toback : Carla
- 1987 : Traquée (Someone to Watch Over Me) de Ridley Scott : Ellie Keegan
- 1989 : Une journée de fous (The Dream Team) d'Howard Zieff : Riley
- 1989 : Par une nuit de clair de lune (In una notte di chiaro di luna) : Sheila
- 1989 : Sing de Richard Baskin : Miss Lombardo
- 1990 : Les Affranchis (Goodfellas) de Martin Scorsese : Karen Hill
- 1991 : Talent for the Game de Robert Milton Young : Bobbie
- 1991 : Dans la peau d'une blonde (Switch) de Blake Edwards : Sheila Faxton
- 1992 : Medicine Man de John McTiernan: Dr Rae Crane
- 1992 : Le Rêve de Bobby (Radio Flyer) de Richard Donner : Mary
- 1992 : Traces de sang (Traces of Red) d'Andy Wolk : Ellen Schofield
- 1993 : Les Mille et une vies d'Hector (Being Human) de Bill Forsyth : Anna
- 1993 : Even Cowgirls Get the Blues de Gus Van Sant : Delores Del Ruby
- 1995 : Basketball Diaries (The Basketball Diaries) de Scott Kalvert : La mère de Jim
- 1995 : Hackers de Iain Softley : Margo
- 1996 : Les Menteurs d'Élie Chouraqui : Helene Miller
- 1997 : Silent Cradle de Paul Ziller : Helen Greg
- 1999 : Ladies Room de Gabriella Cristiani : Gemma
- 2001 : Écarts de conduite (Riding in Cars with Boys) de Penny Marshall : Teresa Donofrio
- 2001 : Sex trouble (Tangled) de Jay Lowi : Détective Anne Andersle
- 2003 : Death of a Dynasty de Damon Dash : Une des chanteuses du groupe Enchante
- 2005 : My Suicidal Sweetheart de Michael Parness : Sheila
- 2011 : The Last Days (Son of Morning) d'Yaniv Raz : Leda Katz
- 2016 : Monday Nights at Seven de Marty Sader : Damian Robertson
- 2020 : The Birthday Cake de Jimmy Giannopoulos : Sofia
- 2020 : A Ring for Christmas de Don E. FauntLeRoy : Margaret Moore
- 2022 : Pinocchio de Robert Zemeckis : Sofia la mouette (voix)
- 2024 : The Union de Julian Farino : Lorraine McKenna
- 2025 : Nonnas de Stephen Chbosky : Roberta

#### Courts métrages
- 2012 : The Bensonhurst Spelling Bee de Lauren Palmigiano : Une juge
- 2014 : Dissonance de Bryan Fox : Elise
- 2019 : Master Maggie de Matthew Bonifacio : Master Maggie

### Télévision

#### Séries télévisées
- 1980 : Commissaire Moulin : Jenny
- 1986 : Les Incorruptibles de Chicago (Crime Story) : Une otage
- 1999 - 2007 : Les Soprano (The Sopranos) : Dr Jennifer Melfi
- 2005 : New York, cour de justice (Law & Order : Trial by Jury) : Karla Grizano
- 2008 : Les Reines de Manhattan (Lipstick Jungle) : Janice Lasher
- 2010 : New York, section criminelle (Law & Order : Criminal Intent) : Halfway House Matron
- 2010 - 2016 : Rizzoli and Isles : Angela Rizzoli
- 2011 : I Married a Mobster : La narratrice
- 2012 : Mulaney : Vaughn
- 2016 : Dice : Toni
- 2016 : BoJack Horseman : Dr Janet (voix)
- 2017 - 2018 : Blue Bloods : Margaret Dutton
- 2018 : La Colo magique (Summer Camp Island) : La Reine (voix)
- 2019 : Jerk : la mère de Tim
- 2020 : AJ and the Queen : Elle-même

#### Téléfilms
- 1993 : Scam de John Flynn : Maggie Rohrer
- 1994 : John Gotti, un truand à abattre (Getting Gotti) de Roger Young : Diane Giacalone
- 1996 : Cap danger (Lifeline) de Fred Gerber : Kits Maitland
- 1998 : Le Métro de l'angoisse (The Taking of Pelham One Two Three) de Félix Enríquez Alcalá : Détective Ray
- 2000 : L'Amour en question (Custody of the Heart) de David Hugh Jones : Claire Raphael
- 2007 : Boule de neige (Snowglobe) de Ron Lagomarsino : Rose Moreno
- 2008 : Long Island Confidential de Guy Norman Bee : Norah Larkin
- 2010 : Women Without Men de Penny Marshall : Elaine

### Réalisatrice
- 2000 : Love and Distrust, segment Auto Motives

## Voix francophones
En France
| - Maïk Darah dans : - La Chute de Gotti (téléfilm) - Les Soprano (série télévisée) - L'Amour en question (téléfilm) - Boule de neige (téléfilm) - Rizzoli and Isles (série télévisée) - Isabelle Leprince dans (les séries télévisées) : - Les Reines de Manhattan - Dice | Et aussi - Élisabeth Wiener dans Une journée de fous - Martine Vandeville dans Les Affranchis - Michèle Buzynski dans Dans la peau d'une blonde - Marie Vincent dans Medicine Man - Laure Sabardin dans Même les cow-girls ont du vague à l'âme - Françoise Blanchard dans Hackers - Nikie Lescot dans The Last Days - Chrystelle Labaude dans Blue Bloods (série télévisée) - Anne Plumet dans The Birthday Cake - Cathy Cerdà dans Pinocchio (voix) - Cathy Cerdà dans "Nonnas" |